# 四輔增一
HD 81817，又名BD+81 302，SAO 1551、HR 3751，是一颗恒星，视星等为4.29，位于銀經130.65，銀緯32.65，其B1900.0坐标为赤經9h 22m 51.2s，赤緯+81° 32.65′ 7″。